# 안준영 (연출가)
안준영(1979년 12월 5일 ~ )은 대한민국의 텔레비전 프로듀서이다. 엠넷 (CJ ENM) 소속으로, 엠넷의 서바이벌 프로그램 투표 조작 사건을 일으키면서 구속되었다.

## 연출 작품
- 슈퍼스타K2 (2010)
- 슈퍼스타K3 (2011)
- 슈퍼스타K4 (2012)
- 댄싱9 (2013)
- 댄싱9 시즌 2 (2014)
- 칠전팔기 구해라 (2015)
- 프로듀스 101 시리즈
  - PRODUCE 101 (2016)
  - 프로듀스 101 시즌 2 (2017)
  - PRODUCE 48 (2018)
  - PRODUCE X 101 (2019)